# Acalyptris paradividua
Acalyptris paradividua là một loài bướm đêm thuộc họ Nepticulidae. Nó là loài duy nhất được tìm thấy ở bờ biển Thái Bình Dương ở vùng Oaxaca của México.
Nơi ở của chúng là các khu rừng thứ sinh.
Sải cánh dài khoảng 5.5 mm. Con trưởng thành bay từ tháng 11 đến tháng 12.